# Килнік (комуна, Горж)
Килнік (рум. Câlnic) — комуна у повіті Горж в Румунії. До складу комуни входять такі села (дані про населення за 2002 рік):
- Вилчауа (73 особи)
- Гелешоая (104 особи)
- Діділешть (96 осіб)
- Килнік (564 особи) — адміністративний центр комуни
- Килніку-де-Сус (678 осіб)
- П'єптань (243 особи)
- Піноаса (436 осіб)
- Стежерей (83 особи)
- Ходоряска (180 осіб)

Комуна розташована на відстані 245 км на захід від Бухареста, 17 км на південний захід від Тиргу-Жіу, 91 км на північний захід від Крайови.

## Населення
За даними перепису населення 2002 року у комуні проживали 2457 осіб.
Національний склад населення комуни:
| Національність | Кількість осіб | Відсоток |
| -------------- | -------------- | -------- |
| румуни         | 2453           | 99,8%    |
| цигани         | 3              | 0,1%     |
| угорці         | 1              | < 0,1%   |

Рідною мовою назвали:
| Мова      | Кількість осіб | Відсоток |
| --------- | -------------- | -------- |
| румунська | 2456           | > 99,9%  |
| угорська  | 1              | < 0,1%   |

Склад населення комуни за віросповіданням:
| Релігія       | Кількість осіб | Відсоток |
| ------------- | -------------- | -------- |
| православні   | 2423           | 98,6%    |
| п'ятдесятники | 31             | 1,3%     |
| адвентисти    | 2              | 0,1%     |
| римо-католики | 1              | < 0,1%   |

## Зовнішні посилання
- Дані про комуну Килнік на сайті Ghidul Primăriilor [Архівовано 24 Березня 2013 у Wayback Machine.]